# No es bueno que el hombre esté solo
No es bueno que el hombre esté solo és una pel·lícula espanyola de 1973, dirigida per Pedro Olea amb un guió basat en una història de José Truchado. Amb música d'Alfonso Santiesteban, els seus principals intèrprets són José Luis López Vázquez, Carmen Sevilla, Máximo Valverde, Helga Liné i Eduardo Fajardo.

## Sinopsi
Martín és un home turmentat i solitari que guarda un vergonyós secret: viu amb una nina com si fos la seva esposa. Aquesta idíl·lica existència amorosa es veurà greument complicada quan entrin en la seva vida una prostituta, la seva filla i més tard el fanfarró d'aquella.

## Repartiment
- Carmen Sevilla - Lina
- José Luis López Vázquez - Martín
- Máximo Valverde - Mauro
- Eduardo Fajardo - Don Alfonso
- José Franco - Dario
- Helga Liné - Mónica
- Lolita Merino - Cati
- Raquel Rodrigo - Dona de club
- Betsabé Ruiz - Noia de club
- Enrique Ferpi - Client de club
- José Riesgo - Agent
- Ángel Menéndez - Enginyer

## Premis
Als Premis del Sindicat Nacional de l'Espectacle de 1973 va rebre el premi a la millor fotografia.